# Hugh Blackburn
Hugh Blackburn (1823-1909) va ser un matemàtic escocès, catedràtic de la universitat de Glasgow.

## Vida i Obra
Blackburn va néixer a Fife, fill de John Blackburn, un ric comerciant de sucre que havia fet la seva fortuna a Jamaica, i de Rebecca Leslie Gillies, filla d'un pastor de l'Església d'Escòcia. Ell era el setè de vuit germans; la família vivia en una gran mansió, Killearn house, a uns deu quilòmetres al nord de Glasgow, on rebien nombroses visites. Entre elles es comptava Isabella Wedderburn, de soltera Clerk, germana del pare de James Clerk Maxwell. Isabella tenia una filla, Jemima, de la mateixa edat que Blackburn i els dos nens es van avenir molt des de petits.
Blackburn va estudiar a l'Acadèmia d'Edimburg i al Eton College abans d'entrar a la universitat de Cambridge el 1841, al mateix temps que William Thomson (més conegut com a Lord Kelvin) amb qui l'unirà una forta amistat de per vida. Durant la seva estança a Cambridge va fer la seva aportació més original: el pèndol matemàtic de doble suspensió, conegut com a pèndol de Blackburn, tot i que ja havia estat estudiat anteriorment per James Dean i Nathaniel Bowditch.
El 1845, tan ell com Kelvin, es graduen essent, respectivament, cinquè i segon wrangler en l'examen de matemàtiques d'aquell any. A continuació se'n van junts a París per continuar estudiant.
El 1847 ingressa al Inner Temple amb la intenció d'iniciar una carrera jurídica com havia fet un germà seu més gran. Però Kelvin el convenç de dedicar-se a l'ensenyament de les matemàtiques i el 1849 és nomenat catedràtic a la universitat de Glasgow, en substitució del difunt James Thomson, pare de lord Kelvin. Aquest mateix any contrau matrimoni amb Jemima Wedderburn, de qui estava encisat des de nen.
L'ensenyament i l'administració de la universitat el tindran ocupat els trenta anys següents, fins al 1879 en que serà obligat a jubilar-se per la seva sordera.
El 1854, amb la seva esposa, havia comprat una propietat (Roshven house) a les terres altes d'Escòcia, on es retirarà a viure cada vegada més aficionat a la fotografia.
Tan ell com la seva dona van morir a Roshven House el 1909 en pocs mesos de diferència.